# Мартин Джей
Мартин Джей (на английски: Martin Jay; р. 4 май 1944 г.) e американски историк, Сидни Хелман професор по история в Калифорнийския университет в Бъркли.

## Биография
Мартин Джей получава бакалавърска степен в Юниън колидж в Скънектади през 1965 г. През 1971 г. защитава докторската си дисертация по история в Харвардския университет под научното ръководство на Х. Стюарт Хюз. Редактиран вариант на дисертацията му е монографията Диалектическото въображение, която се занимава с историята на Франкфуртската школа между 1923 и 1950 г. Докато прави своите проучвания по проблемите на дисертацията си, Джей установява кореспонденция и се запознава с много от членовете на Франкфуртската школа. Особено близък става на Лео Льовентал, който му предоставя личната си кореспонденция с други членове на школата (Льовентал по-късно оглавява департамента по социология в Бъркли). И в по-сетнешните си книги Джей продължава да изследва различни теми, свързани с марксизма, с историята на теоретичните му влияния.
Води постоянна рубрика (Force Fields) в излизащото четири пъти в годината академично списание Salmagundi.
Мартин Джей е съпруг на литературната историчка Катрин Галахър.

## Награди и признание
- Носител на наградата „Хърбърт Бакстър Адамс“ за 1973 г. на Американската историческа асоциация за най-добра първа книга в областта на европейската история
- Член на Академията за литературни изследвания, 1986
- Член на Американската академия за изкуства и науки, 1996
- Носител на наградата за наука на фондация „Аби Варбург“, Хамбург, 2003
- Носител на изследователската награда със стипендия на Американската академия в Берлин за 2010-2011 г.